# Canción sin nombre
Pour plus de détails, voir Fiche technique et Distribution.
Canción sin nombre (littéralement « Chanson sans nom ») est un film péruvien écrit et réalisé par Melina León, sorti en 2019. C'est le premier long métrage de la réalisatrice qui s'inspire d'événements réels et plus précisément d'une histoire terrible que son propre père journaliste a aidé à découvrir au Pérou dans les années 1980. C'est aussi un drame intime sur un traumatisme émotionnel qui dépeint le chaos politique et social de l'époque.

## Synopsis
Pérou, 1988, sous la présidence d'Alan García, en plein conflit armé (1980-2000) avec le mouvement Sentier lumineux, une jeune  femme quechua représentante de toute une population indigène marginalisée, est enceinte de son premier enfant.
Sous promesse de gratuité, elle accouche dans une clinique privée, où l'enfant lui est aussitôt enlevé.
Police et justice ne réagissant pas, le couple se tourne vers un journaliste homosexuel qui accepte d'enquêter.

## Fiche technique
- Réalisation : Melina León
- Scénario : Melina León et Michael J. White
- Musique : Pauchi Sasaki (es)
- Montage : Manuel Bauer, Melina León, Antolín Prieto
- Production : Bogdan George Apetri, Patrick Bencomo, Inti Briones, Enid Campos, Ori Dov Gratch, Tim Hobbs, Melina León, Veronica Perez Orbezo, Jesus Pimentel, Andreas Roald, Dan Wechsler, Michael J. White, Jamal Zeinal Zade, Rafael Álvarez
- Société de distribution : Dulac Distribution (France)
- Pays d'origine :  Pérou
- Langues originales : espagnol et quechua
- Format : noir et blanc - format 4:3
- Dates de sortie :
  - France : 16 mai 2019 (Festival de Cannes 2019) ; 22 juin 2020 (sortie nationale)

## Distribution
- Pamela Mendoza Arpi : Georgina
- Tommy Párraga : Pedro
- Lucio Rojas : Leo
- Ruth Armas : Marta
- Maykol Hernández : Isa[3]

## Production
Le film est tourné à proximité de Lima et dans la région d'Ayacucho.

## Accueil critique
Le film exalte la dignité des peuples autochtones. Bien que vivant dans le brouillard et dans un endroit très pauvre, les premières scènes du film montrent la joie de vivre de Georgina et de sa communauté. La vie est là, puis l'environnement, le gouvernement et les autorités arrivent pour la marginaliser et lui enlever cette joie.
« Dans sa simplicité et son refus du pathos, Canción sin nombre s’approche finalement davantage de la fable ou de la parabole que du film-dossier ou du mélo démonstratif. La parole qui se déploie et qui subsiste, à la fin du film, n’est pas un cri de rage, mais une simple berceuse, chantée à voix basse par une Georgina qui, pour la première fois, surplombe le décor. »,,.
Pour Mathieu Macheret (Le Monde) « la cinéaste s’est inspirée des articles de son père journaliste sur un trafic d’enfants dans les années 1980 ».

## Distinctions
Le film est sélectionné pour divers festivals en 2019 et 2020.
- Festival de Cannes 2019 : sélection Quinzaine des réalisateurs, en compétition pour la Caméra d'or
- Festival du film de Sydney (Australie)
- Festival international de cinéma de Nouvelle-Zélande (en) (NZIFF)
- Festival du film de Munich (Allemagne)
- Festival international du film de Jérusalem (Israël) 2019
- Festival international du film de Thessalonique (Grèce)
- Festival international du film de Stockholm (Suède) : en compétition pour le Cheval de bronze
- Cine Ceará (pt) (Fortaleza, Brésil)
- Festival de cinéma ibéro-américain de Huelva (Andalousie, Espagne) : Colón de Oro
- Festival international du film de Palm Springs (USA) : prix Nouvelles voix/nouvelles visions
- Indiana Film Journalists Association (USA) 2020
- Heartland Filmfestival (USA)